# Wallander – Skulden
Wallander – Skulden är en svensk thriller från 2009. Det är den andra filmen i den andra omgången med Krister Henriksson som Kurt Wallander. Filmen släpptes på DVD den 17 juni 2009.

## Handling
Den sexårige pojken Albin Landberg försvinner från sin förskola mitt på blanka dagen; ingen har sett någonting. Hela Ystad engagerar sig i sökandet och fokus hamnar på en pedofil som nyligen flyttat in i området.

## I rollerna
Återkommande:
- Krister Henriksson – Kommissarie Kurt Wallander
- Lena Endre – Katarina Ahlsell, åklagare
- Mats Bergman – Nyberg, kriminaltekniker
- Douglas Johansson – Martinsson, kriminalinspektör
- Fredrik Gunnarsson – Svartman, polisman
- Marianne Mörck – Ebba, receptionist
- Stina Ekblad – Karin Linder, obducent
- Nina Zanjani – Isabelle, polisaspirant
- Sverrir Gudnason – Pontus, polisaspirant

I detta avsnitt:
- Henny Åman – Hanna, Katarinas dotter
- Noah Valdfogel – Elias, Katarinas son
- Jan Mybrand – Greger Frankman
- Wallis Grahn – Signe Frankman
- Tanja Lorentzon – Helena Landberg
- Erik Olsson – Anders Landberg
- Charles Wojnicki – Viktor
- Birk Henriksson Hedener – Albin Landberg
- Ulf Eklund – Gregers terapeut
- Peter Öberg – Mårten Skog
- Josefin Iziamo – Rebecka Odelman
- Carlos Fernando – Polis Ystad
- Kevin Dahlskog – Oscar